# Plaza ajardinada

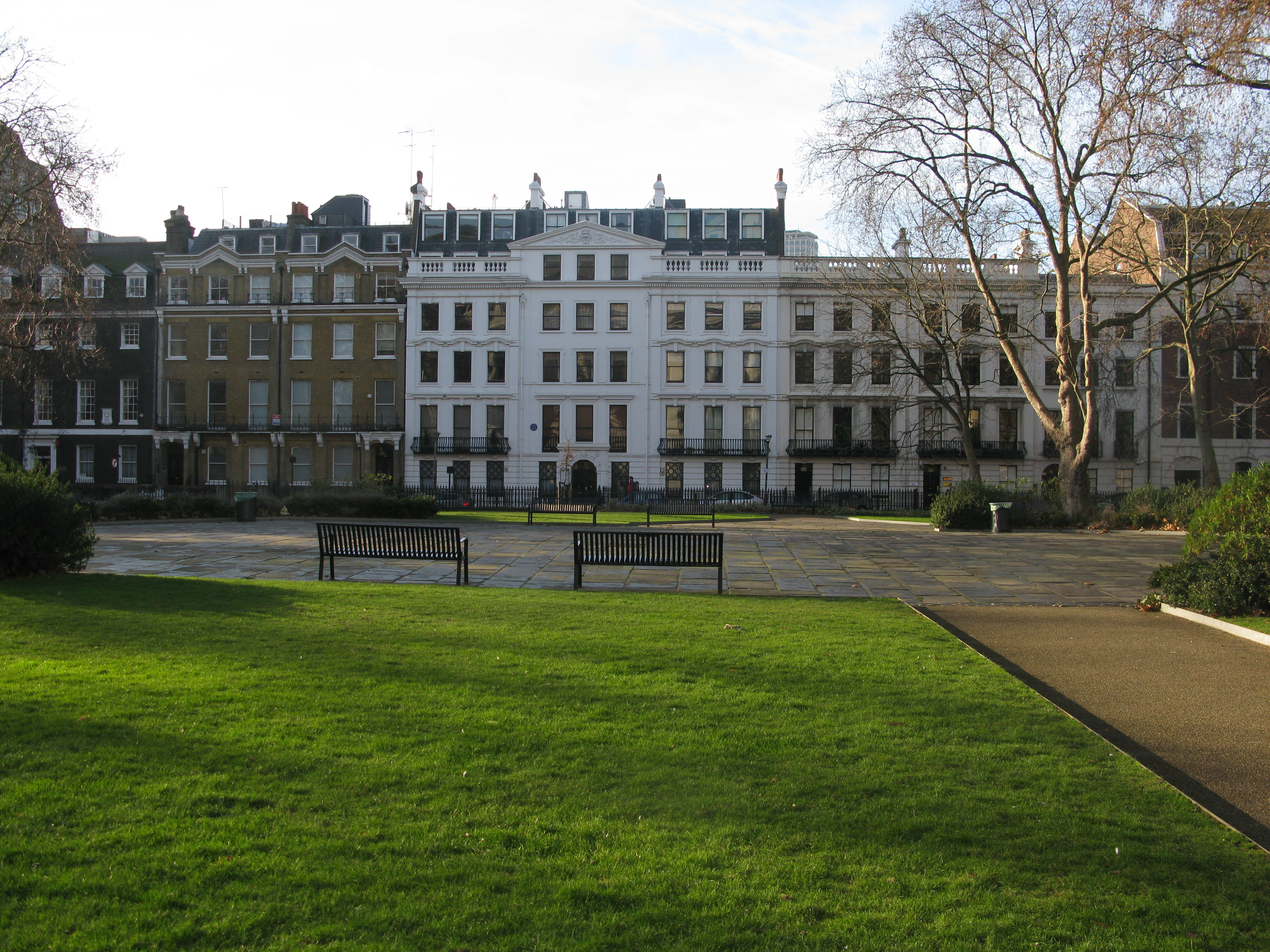
Bloomsbury Square, una plaza ajardinada en el centro de Londres, Inglaterra

Una plaza ajardinada es un tipo de jardín comunitario en una zona urbana total o sustancialmente rodeada de edificios; Por lo general, se sigue aplicando a parques públicos y privados formados después de que dicho jardín sea accesible al público en general. La típica plaza ajardinada está rodeada de altas casas adosadas y otros tipos de casas adosadas . Debido a que está diseñada para la comodidad de los residentes de los alrededores, se distingue sutilmente de una plazanormal dentro cualquier ciudad, diseñada para ser un lugar de reunión pública: debido a su historia privada inherente, puede tener un patrón de senderos exclusivos y tiende a tener considerablemente más plantas que superficies duras o grandes monumentos.

## Propagación
En su concepción, a principios del siglo XVII, cada uno de estos jardines era un servicio comunitario privado para los residentes de las casas con vistas, similar a un patio ajardinado dentro de un palacio o comunidad. Estos patios comunitarios se remontan al menos a Ur en el año 2000 a. C., donde se construyeron casas de dos pisos con ladrillos cocidos alrededor de una plaza abierta. La cocina, los espacios de trabajo y espacios públicos se ubicaban en la planta baja, con habitaciones privadas ubicadas en la planta superior. 
En el siglo XX, muchas plazas ajardinadas que antes sólo eran accesibles para residentes definidos se volvieron accesibles al público. Aquellos ubicados en ubicaciones urbanas centrales, como Leicester Square en el West End de Londres, se han vuelto indistinguibles de las plazas de las ciudades. Otros, aunque son de acceso público, son utilizados en gran medida por los residentes locales y conservan el carácter de plazas ajardinadas o pequeños parques comunitarios. Muchas plazas privadas, incluso en lugares concurridos, siguen siendo privadas, como Portman Square en Marylebone en Londres, a pesar de su proximidad a los distritos comerciales más concurridos de la capital.

## Ocurrencia

### Europa

#### Reino Unido

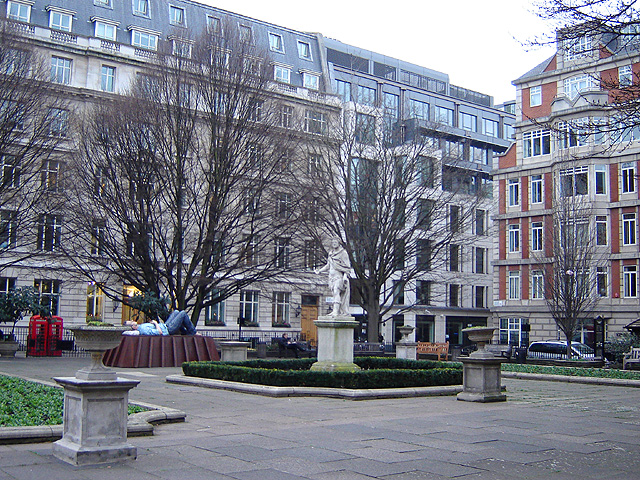
Plaza Dorada, Londres

Londres es famosa por ellos; se describen como una de las glorias de la capital.  Muchas fueron construidas o reconstruidas a finales del siglo XVIII y principios del XIX, en el apogeo de la arquitectura georgiana, y están rodeadas de casas adosadas . Grandes proyectos, como Bedford Estate, incluyeron plazas ajardinadas en su desarrollo. Los barrios de Notting Hill y Bloomsbury tienen muchas plazas ajardinadas, la primera todavía restringida en su mayoría a los residentes y la segunda abierta a todos. Otras ciudades del Reino Unido destacadas en la era georgiana, como Edimburgo, Bath, Bristol y Leeds, tienen varias plazas ajardinadas.
Los propietarios de viviendas con acceso a un jardín privado suelen estar obligados a pagar un impuesto de mantenimiento.  Normalmente, el importe lo fija anualmente un comité de jardinería.
A veces, las plazas con jardines privados se abren al público, como durante el fin de semana de Open Garden Squares. 

#### Francia

##### En París

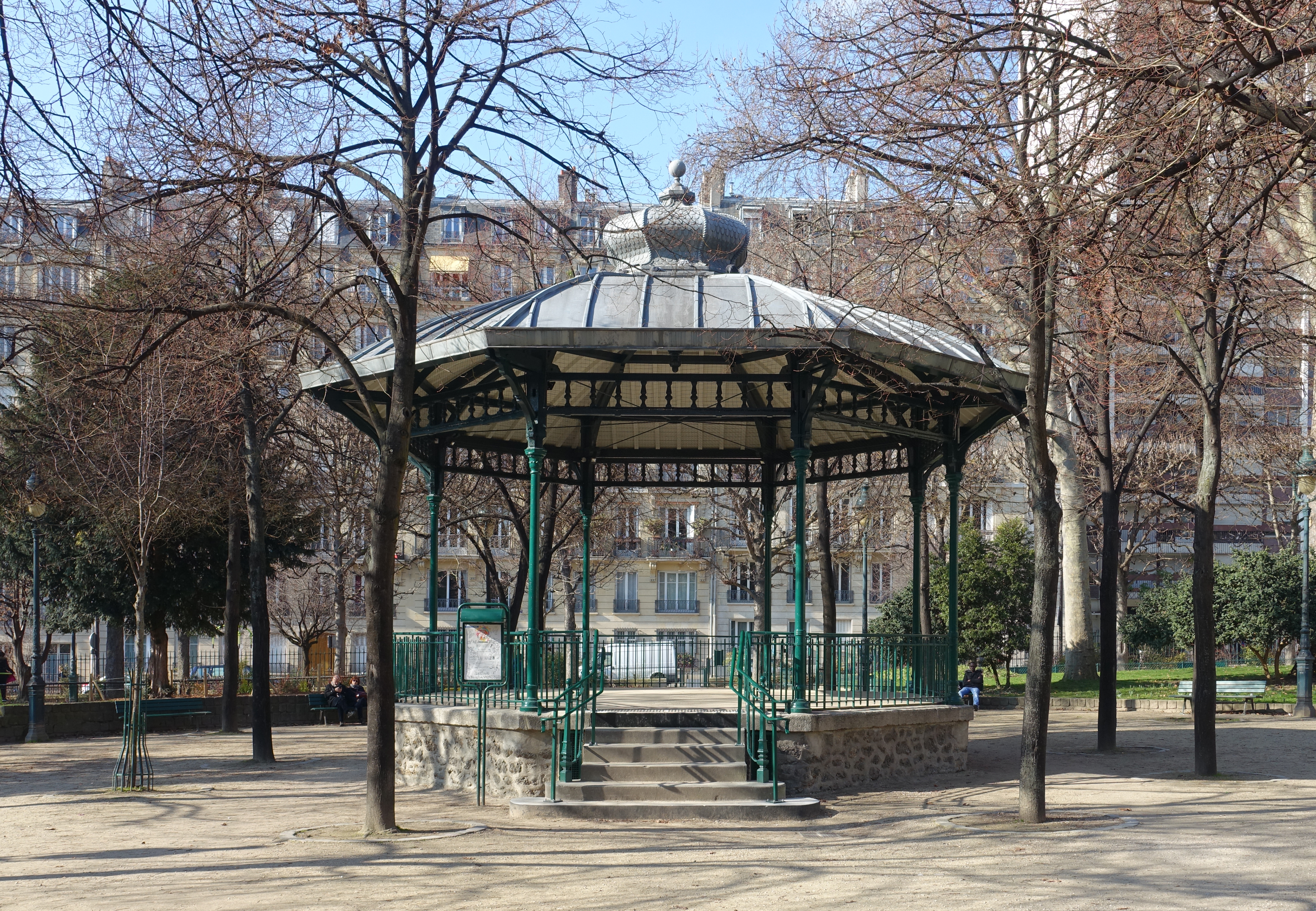
Plaza de las Epinettes, París

Las plazas de propiedad privada que sobrevivieron las décadas posteriores a la Revolución Francesa y la renovación de París por parte de Haussmann en el siglo XIX incluyen la Place des Vosges y la Square des Épinettes en París. La Place des Vosges era una plaza elegante y costosa para vivir durante los siglos XVII y XVIII, y una de las razones centrales por las que el distrito de Le Marais se puso tan de moda para la nobleza francesa. Fue inaugurada en 1612 con un gran carrusel para celebrar el compromiso de Luis XIII con Ana de Austria y es un prototipo de las plazas residenciales de las ciudades europeas que vendrían. Lo nuevo de la Place Royale, tal como se la conocía en 1612, era que todas las fachadas de las casas fueron construidas con el mismo diseño, probablemente de Baptiste du Cerceau .
En las plazas, igualmente verdes pero de acceso público desde el principio, se encuentra la Plaza René Viviani . Los jardines cubren sustancialmente algunos de los lugares famosos de la capital; en cambio, la mayoría están pavimentadas y repletas de materiales profundamente duros, como la plaza de la Concordia. Inspirados por los intereses ecológicos y un enfoque del siglo XXI en la mitigación de la contaminación, hoy en día un número cada vez mayor de lugares en París tienen un árbol focal o macizos de flores elevados circundantes o hileras de árboles como la Place de la République .
Las terrazas ajardinadas y cerradas ( francés: jardins terrasses ) y los patios ( francés: cours ) de algunos antiguos palacios franceses han dado lugar a remodelaciones en espacios equivalentes a plazas ajardinadas. El mismo escenario anterior de propiedad única se aplica al menos a una plaza ajardinada en Londres ( Coleridge Square ).

##### Fuera de París
En muchas ciudades francesas se encuentran ejemplos grandiosos de plazas ajardinadas, otras optan por plazas de material macizo.

### Bélgica
La plaza de Meeûs y la plaza Orban son ejemplos notables en Bruselas.

### Irlanda

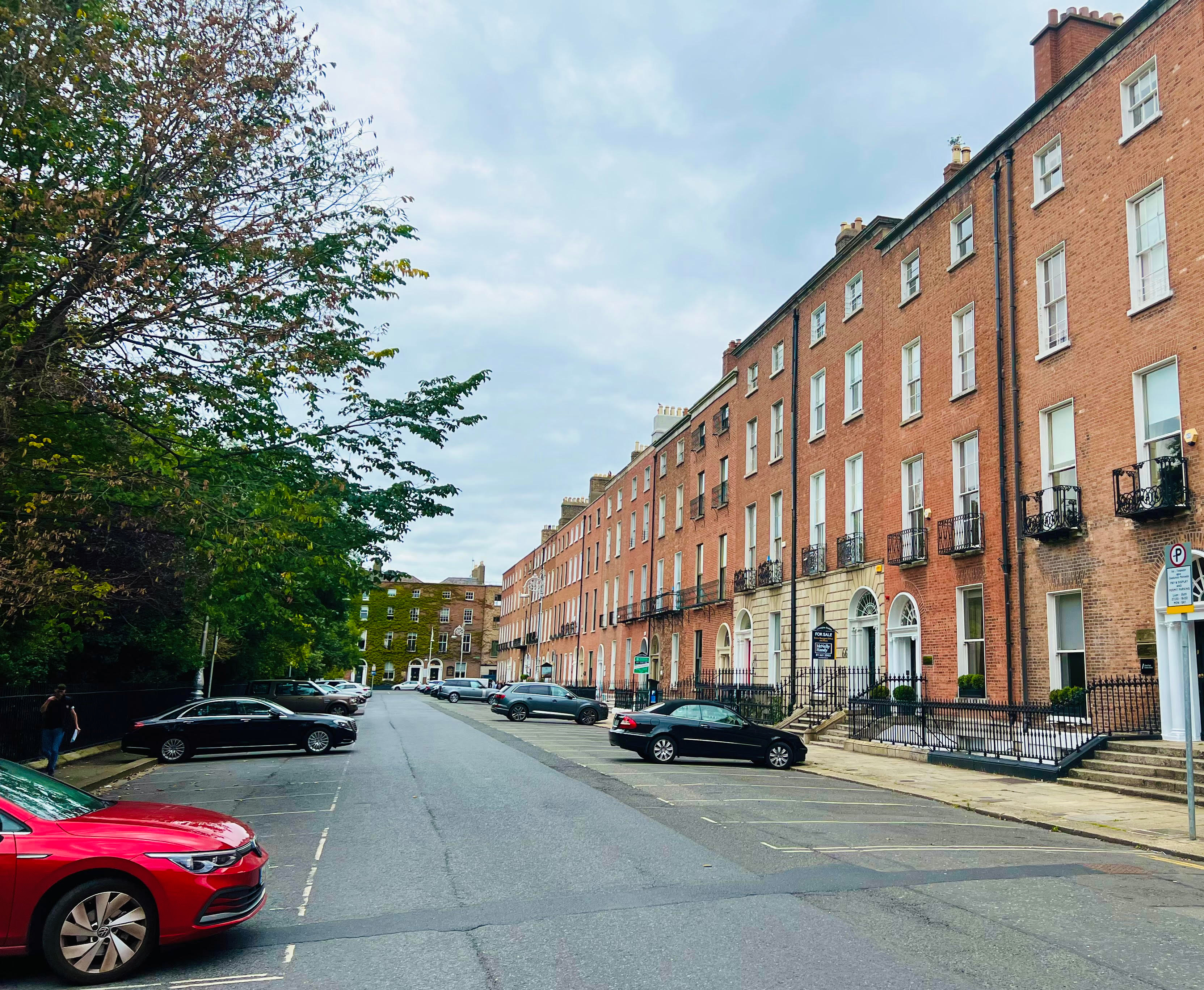
Plaza Fitzwilliam, Dublín

Dublín tiene varios ejemplos georgianos, incluidos Merrion Square, Fitzwilliam Square, Mountjoy Square, St Stephens Green y Parnell Square .

### América

#### Estados Unidos
Quizás la plaza ajardinada más famosa de Estados Unidos sea Gramercy Park en el sur de Midtown Manhattan . Un hecho famoso, pues ha permanecido privada y cerrada durante toda su existencia; La posesión de una llave de este parque es un privilegio celosamente guardado.
La tradición de propiedad de uso absoluto de la tierra en las ciudades estadounidenses ha hecho que los servicios colectivos, como las plazas ajardinadas, sean comparativamente raros. Muy pocos subdivisores y desarrolladores los incluyeron en planos durante el siglo XIX, con notables excepciones a continuación.

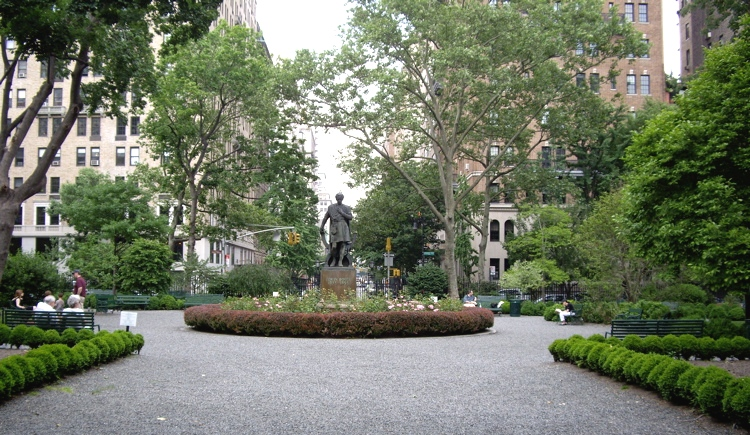
Parque Gramercy, Manhattan

Rittenhouse Square en el centro de la ciudad de Filadelfia encierra un jardín público, uno de los cinco parques de espacios abiertos originales planificados por William Penn y su topógrafo Thomas Holme a finales del siglo XVII. Primero se llamó Southwest Square.
Cerca de Fitler Square hay una plaza ajardinada similar que lleva el nombre del alcalde de Filadelfia de finales del siglo XIX, Edwin Henry Fitler, poco después de su muerte en 1896. The Square, atendido a través de una asociación público-privada entre el Departamento de Parques y Recreación y la Asociación de Mejoramiento de Fitler Square.
En Boston existen decenas de plazas, algunas de las cuales tienen un uso principalmente residencial.
El desarrollo Kingstowne en el condado de Fairfax, Virginia, cerca de Washington D. C., contiene varios complejos de casas construidas alrededor de plazas ajardinadas.

## Australia y Nueva Zelanda
- Plaza Trafalgar, Nelson
- Plaza de la Victoria, Nelson